# 科学救助隊テクノボイジャー
『科学救助隊テクノボイジャー』（かがくきゅうじょたいテクノボイジャー、TechnoBoyger）は、1982年4月17日から9月11日まで、フジテレビ系列（一部除く）で放送されたテレビアニメ。全18話で、日本未放送回が6話ある。

## 概要
日本国外版の英題タイトルは『Thunderbirds 2086』。そのタイトルの示す通り、『サンダーバード』のリメイクのような特撮人形劇として企画され、パイロット版アニメを制作しスポンサーを募った。パイロット版では金田伊功がレイアウトを担当し、当時スタジオ・ライブに所属していたわたなべひろしと西島克彦が原画を担当した。わたなべと西島はこのことを紹介した『アニメージュ』の記事中で「大ファンだった金田さんのレイアウトで原画を担当できたのは嬉しかった」とコメントしていた。
しかしスポンサーがポピーに決定した際、メインメカであるTB-1号〜5号のデザインはポピー側案に一新され、キャラクター設定も見直されたためパイロット版の本編転用は不可能となり、本編制作スタッフは総入れ替えとなった。
また直前のサンダーバード再放送の視聴率が悪く、この時ポピーから発売された玩具（ポピニカ）があまり売れなかったために、問屋、小売がサンダーバード商品を嫌がった。そのため、サンダーバードの名前を国内で使用することに難色を示しタイトルが変更された。国外放送版との兼ね合いもあってか「TB」という短縮名称に合う形の名称を考案した結果、Techno+Boy+Voyagerの造語で「TechnoBoyger」となっている。他のタイトル案として「テキサスボンバー（TexasBomber）」も挙がっていたという。
本家「サンダーバード」とは異なり主人公チームは家族ではなく組織の仲間として描かれている。組織名「IRO」に因み、「了解」の際は「アイロス!」と応える。
第10話「恐怖のSOS細胞」は、本作品の監修を務めていた石黒昇率いるアートランドがグロス請けとして制作を担当しており、ゲストキャラデザインと作画は当時まだ無名だった美樹本晴彦が手がけた。この回のゲストキャラである女性科学者・花岡咲子の髪型は、後の『超時空要塞マクロス』のヒロイン・早瀬未沙の特徴だった通称“デンデン虫ヘア”に先駆けており、このことは『マクロス』の放送開始後にアニメ雑誌で話題とされた。
本放送時は他局番組が強い時間帯だったため人気が伸び悩み、平均視聴率3%台でスポンサーが撤退したため、2クールに達しない全18話で打ち切られたが、国外セールス対応のため日本未放送6話を追加製作し現在では全24話扱いとなっている。追加エピソードは国外要望が反映され宇宙題材が多く、UFOや地球外知的生命が登場する。後に日本国内でも『Thunderbirds 2086』のタイトルで国外版がビデオ化された（発売元：東北新社、販売元：東映）。なお、日本で放送されたものとは内容がかなり改変されている。
ポピーからは、TB-1号・2号・3号のセットで合体が再現できる「ポピニカ DXテクノボイジャー」他、多数の玩具が発売される予定だったが、番組が打ち切られたことで全て中止され未発売となった。
2014年8月27日にはバンダイビジュアルからDVD-BOXが発売。上述の未放送6話分やパイロットフィルム、最終回（第24話）のβ版も収録された。ジャケットデザインは越智一裕が担当。
上記のDXポピニカ発売中止に伴い本作品のメカニックモデル（完成玩具、プラモデルなど）が市場販売されることはなかったが、放映より40年を経過した2023年、GOOD SMILE COMPANY社の「MODEROID」シリーズより「MODEROID テクノボイジャー」としてTB-1号・2号・3号のセットで組み立てキットの発売決定が発表され、同年9月9日に発売。当番組キャラクター初の市販キットとなった。

## ストーリー
西暦2066年、科学文明が高度に発展した地球圏では、その弊害として大事故・凶悪犯罪・自然破壊などが増加していた。世界連邦はこれらに対処すべく国際救助機構「IRO」と科学救助隊テクノボイジャーを設立。世界中から選び抜かれたエキスパート5人が17機のマシンを操り、人類の危機を救うため出動する。

## 登場人物
火鷹 雷児
声 - 武岡淳一
TB-1号のパイロット。18歳。危険を顧みず独断行動する勇敢な青年。
サミー・エドキンス・ジュニア
声 - 中尾隆聖
TB-2号のパイロット。20歳。陽気な黒人で、元NFLのスター選手。
エリック・ジョーンズ
声 - 富山敬
TB-2号のナビゲーター。20歳。ケンブリッジ大学首席卒業のハンサムな英国紳士。
グラン・ハンセン
声 - 青野武
TB-3号のパイロット。28歳。巨漢だが冷静沈着。チーフとして隊員の信頼を集めている。離婚した妻との間に幼い娘を持つ。
キャサリン・ヘイワード
声 - 伊藤真奈美
TB-4号のパイロットだが、TB-1号のパイロットを務めることもある。18歳。海洋学の権威である父がいる。ブロンド美人だが、男勝りの優秀な隊員。スレンダーなナイスバディが魅了で第2話と第8話ではビキニの水着姿を披露した。
ジェラード・シンプソン
声 - 小林清志
科学救助隊の総司令官。優秀な科学者・軍人。
ポール
声 - 丸山裕子
マスコットボーイ的な少年。6歳。腕白でメカに詳しく、隊員に可愛がられている。

## 登場メカ
TB-1号～6号がメインメカで、7号～17号はそれらに搭載される支援メカである。ただしメインメカ中、TB-5のみコンテナで運ぶ。TB-1号・2号・3号は合体して長距離宇宙船・テクノボイジャーとなり、火星軌道までの往復が可能となる（TB-1号、2号、3号はTB-6号、17号に搭載される）。

TB-1号
初期救助用の高速偵察ロケット。大気圏内外を自由に飛行する。1万度の高温に耐える機体とフェザー砲、大型マジックハンドを武器に持つ。サンダーバード1号に相当。同機とは異なり、水平離陸する。合体時は機首下を左右に開き、２号を挟む形になる。

TB-2号
大型宇宙ロケットで、コンテナを機体後部に備える輸送機。コックピットはテクノボイジャーの合体時にも使用される。四方に4基のエンジンブロックを展開して大型コンテナを運ぶことも可能だが、その際はテクノボイジャーの合体が不可能となる。ブースター付きで衛星軌道まで上昇可能。サンダーバード2号に相当。同機とは異なり、垂直離陸する。

TB-3号
地上専用大型輸送車。分析装置や透視装置を搭載している移動基地のような役割も持つ。戦車並みの装甲を持ち、短時間ならば飛行も可能。テクノボイジャーの合体時や飛行時にはタイヤが収納される。さらに連結バーを展張させ左右に分離する他、後部カバーと車輪がスライド移動して中腹部が開口するギミックを有する。

TB-4号
多機能潜水艦。救助作業艦（Aパーツ）と巡航戦闘艦（Bパーツ）が合体する設定だが、本編では分離しない。サンダーバード4号に相当。IRO基地底部より直接発進する。
TB-5号
地上用特殊作業車。頑丈な車体に障害物粉砕用のドリル、大型ハッチを側面に備える。ジェットモグラに相当。TB-2号コンテナに搭載空輸される。

TB-6号
スペースターミナル。テクノボイジャーの中継基地で、地球全域を監視する。サンダーバード5号に相当。
TB-7号
一人乗りの高速連絡機。伸縮式の機体と可変式の後退翼を備える。TB-1号、2号に搭載されている。
TB-8号
悪路走破用のエアーダンプ。ドーザーショベルと後部に危険物を積載するバケットを備える。TB-1号に搭載されている。
TB-9号
一人乗りの機動性に優れる宇宙作業用ビークル。リモコン操作も可能で宇宙空間での船体修復などに使用される。TB-2号、3号に搭載されている。
TB-10号
TB-2号に搭載される高速連絡ロケット。高速時には超高速ブースター4基を展開する。TB-2号、6号、17号に搭載されている他、基地から直接発進も行われる。
TB-11号
TB-3号に搭載される地上用高速連絡車。悪路でも時速300km以上で疾走する。本編未登場。
TB-12号
TB-3号に搭載される万能作業車。安定用の補助輪を後部に、ショベルを前部に備え、アームで平たい車体上部をリフトできる。高速エレベーターカーとジェットブルドーザーに相当。TB-1号、3号に搭載されている。
TB-13号
「サブマリン」とも呼ばれるTB-4号に搭載される一人乗りの小型高速潜水艇。飛行能力も有し、固定用吸着アームを備える。水中速度100ノット以上。
TB-14号
TB-4号に搭載される深海特殊作業艇。海底に接地する際の脚とマジックハンドを装備する。深度20,000mまで潜行可能。OPにのみ登場。
TB-15号
TB-5号に搭載される情報収集車。上部が分離して無人探査機となる。本編ではTB-3号に搭載されて登場した。
TB-16号
TB-5号に搭載される無人地底車。前部のドリルで地中進行も可能。本編ではTB-3号に搭載されて登場した。
TB-17号
外宇宙進出用の宇宙空間用超遠距離救助ロケット。高速プラズマエンジンで亜光速航行できる。本編ではスーパーブースターと合体できる。
突入カプセル
救出カプセルとも呼ばれる。TB-1号、3号に搭載されている。
リニア・サーフボード
自動で隊員の元に飛来する浮遊式のサーフボードで、TBメカへの搭乗時に使用される。

## スタッフ
- 企画 - 池田公雄（じんプロダクション）
- プロデューサー - 土屋登喜蔵（フジテレビ）、池田公雄
- 制作プロデューサー：野村和史、佐藤光雄
- チーフディレクター - 長谷川康雄
- 監修 - 石黒昇
- 文芸担当 - 園田英樹
- SF考証 - 鹿野司
- キャラクターデザイン - 早田光茂、宇田川一彦
- メカニックデザイン - 青井邦夫、石津泰志
- 作画監督 - 小泉謙三
- 美術監督 - 天水勝
- タイトルデザイン - 木村芳光、中村哲也
- 音楽ディレクター - 鈴木清司
- 音楽 - 羽田健太郎
- 音響ディレクター - 山田悦司
- 制作協力：グリーン・ボックス（〜#13）、AIC（#14〜）
- 制作：フジテレビ、じんプロダクション

## 主題歌
オープニングテーマ - 「テクノボイジャー」
作詞 - 伊達歩 / 作曲・編曲 - 馬飼野康二 / 歌 - ハーリー木村 / レーベル - 日本コロムビア
エンディングテーマ - 「宇宙はひとつ」
作詞 - 伊達歩 / 作曲・編曲 - 馬飼野康二 / 歌 - ハーリー木村 / レーベル - 日本コロムビア

## 各話リスト
| 話数 | 放送日         | サブタイトル              | 脚本                                  | 演出       |
| ---- | -------------- | ------------------------- | ------------------------------------- | ---------- |
| 1    | 1982年 4月17日 | TB発進・地球を救え!!      | 加瀬高之                              | 長谷川康雄 |
| 2    | 4月24日        | アルル島に急行せよ!       | 加瀬高之                              | 秋山勝仁   |
| 3    | 5月1日         | スペースコロニーの友情    | 吉岡一夫                              | 又野弘道   |
| 4    | 5月8日         | 超重力!! 宇宙ステーション | 石森史朗                              | 笠原達也   |
| 5    | 5月15日        | マグマの海からの脱出      | 中原朗                                | 長谷川康雄 |
| 6    | 5月29日        | 大森林に燃える命を救え!   | 中原朗                                | 秋山勝仁   |
| 7    | 6月5日         | TB1号.死と対決!           | 吉岡一夫                              | 小沢範久   |
| 8    | 6月12日        | 粉砕! 地球乗っとり計画    | 加瀬高之                              | 山寺昭夫   |
| 9    | 6月19日        | 消えた月面都市            | 中原朗                                | 笠原達也   |
| 10   | 7月3日         | 恐怖のSOS細胞             | 吉岡一夫                              | 石黒昇     |
| 11   | 7月10日        | 宇宙ホスピタルの謎        | 久保田圭司                            | 秋山勝仁   |
| 12   | 7月17日        | アルプスの大惨事!!        | 吉岡一夫                              | 又野弘道   |
| 13   | 7月24日        | 悪魔の難破船              | 中原朗                                | 笠原達也   |
| 14   | 7月31日        | 天駆けるエアポート        | 石黒昇、石森史朗 首藤剛志（アイデア） | 又野弘道   |
| 15   | 8月14日        | 還ってきたスペースシップ  | 中原朗                                | 笠原達也   |
| 16   | 8月28日        | 脱獄のスペースチェイス!   | 中原朗                                | 山寺昭夫   |
| 17   | 9月4日         | 危うし! 惑星探査船        | 吉岡一夫                              | 長谷川康雄 |
| 18   | 9月11日        | 激流・ナイアガラの死闘!   | 久保田圭司                            | 腰繁男     |
| 19   | 日本未放送     | 海の生命よ永遠に          | -                                     | -          |
| 20   | 日本未放送     | ドロイド無人都市          | -                                     | -          |
| 21   | 日本未放送     | 脱出! 危機のクリュセイス  | -                                     | -          |
| 22   | 日本未放送     | 還れないU.F.O.            | -                                     | -          |
| 23   | 日本未放送     | 眠りから覚めた奴ら        | -                                     | -          |
| 24   | 日本未放送     | 海王星の試練              | -                                     | -          |

## 放送局
放送系列は放送当時、放送日時は個別に出典が掲示してあるものを除き、1982年8月中旬 - 9月上旬時点のものとする。
| 放送対象地域   | 放送局         | 放送日時           | 放送系列                                     | 備考                    |
| -------------- | -------------- | ------------------ | -------------------------------------------- | ----------------------- |
| 関東広域圏     | フジテレビ     | 土曜 19:30 - 20:00 | フジテレビ系列                               | 製作局                  |
| 北海道         | 北海道文化放送 | 土曜 19:30 - 20:00 | フジテレビ系列                               |                         |
| 秋田県         | 秋田テレビ     | 土曜 19:30 - 20:00 | フジテレビ系列                               |                         |
| 山形県         | 山形テレビ     | 土曜 19:30 - 20:00 | フジテレビ系列                               |                         |
| 宮城県         | 仙台放送       | 土曜 19:30 - 20:00 | フジテレビ系列                               |                         |
| 長野県         | 長野放送       | 土曜 19:30 - 20:00 | フジテレビ系列                               |                         |
| 静岡県         | テレビ静岡     | 土曜 19:30 - 20:00 | フジテレビ系列                               |                         |
| 富山県         | 富山テレビ     | 土曜 19:30 - 20:00 | フジテレビ系列                               |                         |
| 石川県         | 石川テレビ     | 土曜 19:30 - 20:00 | フジテレビ系列                               |                         |
| 福井県         | 福井テレビ     | 土曜 19:30 - 20:00 | フジテレビ系列                               |                         |
| 中京広域圏     | 東海テレビ     | 土曜 19:30 - 20:00 | フジテレビ系列                               |                         |
| 近畿広域圏     | 関西テレビ     | 土曜 19:30 - 20:00 | フジテレビ系列                               |                         |
| 島根県・鳥取県 | 山陰中央テレビ | 土曜 19:30 - 20:00 | フジテレビ系列                               |                         |
| 岡山県・香川県 | 岡山放送       | 土曜 19:30 - 20:00 | フジテレビ系列                               |                         |
| 広島県         | テレビ新広島   | 土曜 19:30 - 20:00 | フジテレビ系列                               |                         |
| 愛媛県         | 愛媛放送       | 土曜 19:30 - 20:00 | フジテレビ系列                               | 現・テレビ愛媛。        |
| 福岡県         | テレビ西日本   | 土曜 19:30 - 20:00 | フジテレビ系列                               |                         |
| 佐賀県         | サガテレビ     | 土曜 19:30 - 20:00 | フジテレビ系列                               |                         |
| 長崎県         | テレビ長崎     | 土曜 19:30 - 20:00 | フジテレビ系列 日本テレビ系列                |                         |
| 熊本県         | テレビ熊本     | 土曜 19:30 - 20:00 | フジテレビ系列 テレビ朝日系列                |                         |
| 宮崎県         | テレビ宮崎     | 土曜 19:30 - 20:00 | フジテレビ系列 日本テレビ系列 テレビ朝日系列 |                         |
| 沖縄県         | 沖縄テレビ     | 土曜 19:30 - 20:00 | フジテレビ系列                               |                         |
| 福島県         | 福島テレビ     | 木曜 16:50 - 17:20 | TBS系列 フジテレビ系列                       |                         |
| 新潟県         | 新潟総合テレビ | 土曜 17:55 - 18:25 | フジテレビ系列 テレビ朝日系列                | 現・NST新潟総合テレビ。 |
| 鹿児島県       | 鹿児島テレビ   | 金曜 17:30 - 18:00 | フジテレビ系列 日本テレビ系列 テレビ朝日系列 |                         |

## パイロット版スタッフ
- 総指揮 - 植村伴次郎
- 企画 - 東北新社、じんプロダクション
- プロデューサー - 池田公雄
- 脚本 - 松崎健一
- 美術監督 - 河野次郎
- レイアウト - 金田伊功、宇田川一彦
- メカニックデザイン - 宮武一貴、青井邦夫
- キャラクターデザイン - 早田光茂
- 作画監督 - 岡迫亘弘
- メカニック作画監督 - 渡辺浩
- 効果 - 横山正和
- 選曲 - 東上別府精
- 調整 - 丹波晴道
- 絵コンテ・演出 - 原田益次
- 製作協力 - 土田プロダクション

## CS局での放送
2005年にはAT-Xで、全18話が放送された。ホームドラマチャンネルでは、2008年に、日本での未放送6話分を含む全24話が放送されている。2022年2月14日にはスター・チャンネルで全24話が放送された。

## 関連出版
- テレビ絵本
  - たのしい幼稚園テレビ絵本85 科学救助隊テクノボイジャー 1 (しゅつどう!テクノボイジャー)、講談社、1982年6月、ISBN 4-06-174285-X
  - 「おともだち」絵本シリーズ73 科学救助隊テクノボイジャー 1 (すごいぞ!テクノボイジャー)、講談社、1982年6月、ISBN 4-06-175573-0
  - ひかりのくにテレビ絵本131 科学救助隊テクノボイジャー 1、ひかりのくに、1982年、ISBN 4-564-05130-X